# Tranum
Tranum ist ein Ort mit 436 Einwohnern (1. Januar 2023) im Zentrum der norddänischen Jammerbugt Kommune in der Landschaft Thy. Tranum liegt im gleichnamigen Kirchspiel (Luftlinie) etwa 5 km nordwestlich von Brovst, 13 km nordöstlich von Fjerritslev und 17 km südwestlich von Aabybro. Die Innenstadt der Großstadt Aalborg ist in südöstlicher Richtung circa 29 km entfernt.

## Sehenswürdigkeiten
Im Osten von Tranum befindet die um 1200 im romanischen Stil erbaute Tranum Kirke.
Außerdem liegt ganz im Süden des Ortes die stillgelegte Tranum Mølle, welche heute als Brennerei für Schnaps genutzt wird. Sie wurde vermutlich zwischen 1830 und 1860 gebaut.

## Tourismus
Im Norden von Tranum befindet sich ein Campingplatz, weiter außerhalb des Ortes liegt das Ferienhausgebiet Krogen. Am Tranum Strand, welcher etwa 5 km von Tranum entfernt an der Nordseeküste liegt, gibt es weitere Ferienhäuser sowie ein großes Hotel. Ungefähr 2,3 km östlich des Hotels liegt ein weiterer Campingplatz. Somit ist das Gebiet nördlich von Tranum in Richtung Nordsee sehr touristisch geprägt.